# Benzylbutylftalaat
Benzylbutylftalaat of BBP (van het Engelse benzylbutyl phthalate) is een organische verbinding uit de groep van de ftalaten (esters van ftaalzuur). Het is een kleurloze tot gele, bijna reukloze, olieachtige vloeistof. Ze is bijna onoplosbaar in water: de oplosbaarheid bedraagt ca. 0,003 g/L.

## Synthese
De reactie van ftaalzuuranhydride met 1-butanol levert de monobutylester van ftaalzuur; in een tweede stap reageert deze met benzylchloride tot benzylbutylftalaat.
De productie van benzylbutylftalaat in de Europese Unie werd geschat op 45.000 ton/jaar in de periode 1994-1997. Die hoeveelheid is nadien sterk gedaald, nadat de stof werd ingedeeld als schadelijk voor de voortplanting.

## Toepassingen
Meer dan 95% van alle benzylbutylftalaat wordt gebruikt in plastics. Vooral aan pvc wordt het als weekmaker toegevoegd om de hardheid/zachtheid en flexibiliteit van eindproducten, zoals vloerbekleding te beïnvloeden. De concentratie van benzylbutylftalaat in het eindproduct kan tot 30% en meer bedragen. Het wordt ook toegevoegd aan afdichtingsstoffen (Engels: sealants) op basis van bijvoorbeeld polyurethaanschuim, aan textielcoatings en aan sommige verven, lakken, inkten of lijmen. In kleine hoeveelheden kwam het in enkele cosmeticaproducten voor, maar voor dergelijke toepassingen wordt de stof niet meer gebruikt.

## Toxicologie en veiligheid
BBP is niet chemisch gebonden aan de polymeerstructuur waaraan het wordt toegevoegd, en het kan er weer uit migreren en in het milieu terechtkomen of opgenomen worden door bijvoorbeeld de mens.
De acute toxiciteit van de stof is laag. Uit proeven op ratten is echter gebleken dat bij blootstelling aan hoge doses, de stof een negatief effect heeft op de voortplanting. Die bevindingen hebben ertoe geleid dat de stof in de Europese Unie werd ingedeeld als schadelijk voor de voortplanting, en dat het gebruik van BBP, evenals van enkele andere ftalaten, in gebruiksproducten aan banden is gelegd. Zo is het verboden om BBP te gebruiken in speelgoed, producten voor kinderverzorging of cosmetica.